# Racopilum angustistipulaceum
Racopilum angustistipulaceum är en bladmossart som beskrevs av C. Müller 1876. Racopilum angustistipulaceum ingår i släktet Racopilum och familjen Racopilaceae. Inga underarter finns listade i Catalogue of Life.